# Endless Summer Vacation
Endless Summer Vacation è l'ottavo album in studio della cantante statunitense Miley Cyrus, pubblicato il 10 marzo 2023 dalla Smiley Miley, Inc. e Columbia.
Alla 66ª edizione dei Grammy Award l'album è stato candidato nella categoria all'album dell'anno e al miglior album pop vocale.

## Antefatti
I primi dettagli circa la lavorazione all'album risalgono all'ottobre 2021, sette mesi dopo aver rescisso il contratto discografico con RCA Records. Si tratta della seconda pubblicazione per conto di Columbia dopo l'album dal vivo Attention: Miley Live (2022), che contiene al suo interno la versione live della traccia You. Per questo disco si è avvalsa della collaborazione di Michael Pollack e Gregory Hein, con i quali ha composto diverse tracce, originariamente accompagnate al suono del pianoforte.

## Accoglienza
| Recensione           | Giudizio |
| -------------------- | -------- |
| AllMusic             |          |
| Clash                | 8/10     |
| musicOMH             |          |
| Newsic               | 6,75/10  |
| NME                  |          |
| Ondarock             | 5/10     |
| Pitchfork            | 6,2/10   |
| PopMatters           | 8/10     |
| Rockol               | 7,5/10   |
| Slant Magazine       |          |
| The Daily Telegraph  |          |
| The Guardian         |          |
| The Independent      |          |
| The Line of Best Fit | 6/10     |

Endless Summer Vacation è stato accolto con recensioni perlopiù positive da parte dei critici musicali. Su Metacritic, sito che assegna un punteggio normalizzato su 100 in base a critiche selezionate, il disco ha ottenuto un punteggio medio di 79 basato su sedici recensioni.

## Tracce
1. Flowers – 3:20 (Miley Cyrus, Gregory Hein, Michael Pollack)
2. Jaded – 3:05 (Miley Cyrus, Greg Kurstin, Sarah Aarons)
3. Rose Colored Lenses – 3:43 (Miley Cyrus, Tyler Hull, Tyler Johnson)
4. Thousand Miles (feat. Brandi Carlile) – 3:51 (Miley Cyrus, Tobias Jesso Jr., Badriia Ines Bourelly, Michael Len Williams II)
5. You – 2:59 (Miley Cyrus, Badriia Ines Bourelly, Michael Pollack, Ian Kirkpatrick)
6. Handstand – 3:25 (Miley Cyrus, Harmony Korine, Maxx Morando)
7. River – 2:42 (Miley Cyrus, Justin Tranter, Tyler Hull, Tyler Johnson)
8. Violet Chemistry – 4:06 (Miley Cyrus, Michael Len Williams II, Jesse Shatkin, James Blake, Sia Furler)
9. Muddy Feet (feat. Sia) – 2:16 (Miley Cyrus, Jesse Shatkin, Michael Pollack, Michael Len Williams II, Badriia Ines Bourelly, Gregory Hein, Sia Furler, Jesse Van Der Meulen, David Frank, Stephen Kipner, Pamela Sheyne)
10. Wildcard – 3:13 (Miley Cyrus, Tyler Hull, Tyler Johnson, Tobias Jesso Jr.)
11. Island – 3:59 (Miley Cyrus, Brandon Burton, Jennifer Decilveo, Caitlyn Smith, Michael Pollack, Dani Miller)
12. Wonder Woman – 3:05 (Miley Cyrus, Michael Pollack, Gregory Hein, Tyler Hull, Tyler Johnson)

Traccia bonus nell'edizione digitale e streaming
1. Flowers (Demo) – 3:30 (Miley Cyrus, Gregory Hein, Michael Pollack)

Tracce bonus nella riedizione digitale
1. Used to Be Young – 3:11 (Miley Cyrus, Gregory Hein, Michael Pollack)

## Successo commerciale
Alla sua uscita, Endless Summer Vacation è stato un successo commerciale internazionale. L'album ha esordito al numero 1 in dieci paesi ed è entrato nella top 5 di diciassette classifiche ufficiali. 
Negli Stati Uniti l'album ha esordito al terzo posto della Billboard 200 con 119.000 unità equivalenti ad album, divenendo il 14º album di Cyrus a esordire tra le prime dieci posizioni della classifica. In Canada ha debuttato al numero due della Canadian Albums Chart, divenendo il 13º album della cantante ad apparire tra le prime dieci posizioni nonché l'album con il maggior numero di settimane di permanenza nella classifica con 40.
Nel Regno Unito, nella Official Albums Chart, l'album ha raggiunto la posizione numero 1, diventando il secondo album numero uno di Cyrus dopo Bangerz del 2013. Nella stessa settimana il primo singolo estratto, Flowers, ha occupato la prima posizione della Official Singles Chart per la nona settimana consecutiva, divenendo la seconda volta nella carriera dell'artista ad avere un album e un singolo alla prima posizione dopo Bangerz e Wrecking Ball nel 2013.
In Australia, Endless Summer Vacation ha esordito al primo posto della ARIA Album Charts, diventando il primo album della Cyrus dopo Bangerz a riuscirci, occupando inoltre nella medesima settimana il primo posto della classifica di vendita dei singoli con Flowers. In Nuova Zelanda, ha debuttato al primo posto della Official New Zealand Music Chart, diventando il suo secondo album al primo posto dopo Hannah Montana: The Movie del 2009.

## Classifiche

### Classifiche settimanali
| Classifica (2023) | Posizione massima |
| ----------------- | ----------------- |
| Australia         | 1                 |
| Austria           | 1                 |
| Belgio (Fiandre)  | 2                 |
| Belgio (Vallonia) | 3                 |
| Canada            | 2                 |
| Croazia           | 5                 |
| Danimarca         | 4                 |
| Finlandia         | 2                 |
| Francia           | 6                 |
| Germania          | 2                 |
| Grecia            | 16                |
| Islanda           | 4                 |
| Italia            | 4                 |
| Lettonia          | 1                 |
| Lituania          | 2                 |
| Norvegia          | 1                 |
| Nuova Zelanda     | 1                 |
| Polonia           | 2                 |
| Portogallo        | 1                 |
| Regno Unito       | 1                 |
| Repubblica Ceca   | 3                 |
| Slovacchia        | 3                 |
| Spagna            | 4                 |
| Stati Uniti       | 3                 |
| Svezia            | 2                 |
| Svizzera          | 1                 |
| Ungheria          | 3                 |

### Classifiche di fine anno
| Classifica (2023) | Posizione |
| ----------------- | --------- |
| Islanda           | 69        |
| Italia            | 81        |
| Norvegia          | 14        |
| Portogallo        | 37        |
| Slovacchia        | 5         |
| Spagna            | 45        |
| Ungheria          | 60        |

## Riconoscimenti
Grammy Award
- 2024 – Candidatura all'album dell'anno
- 2024 – Candidatura al miglior album pop vocale

LOS40 Music Awards
- 2023 – Candidatura al miglior album internazionale

MTV Video Music Awards
- 2023 – Candidatura all'album dell'anno